# Warmblüter (Pferd)

Hannoveraner Zuchtstute

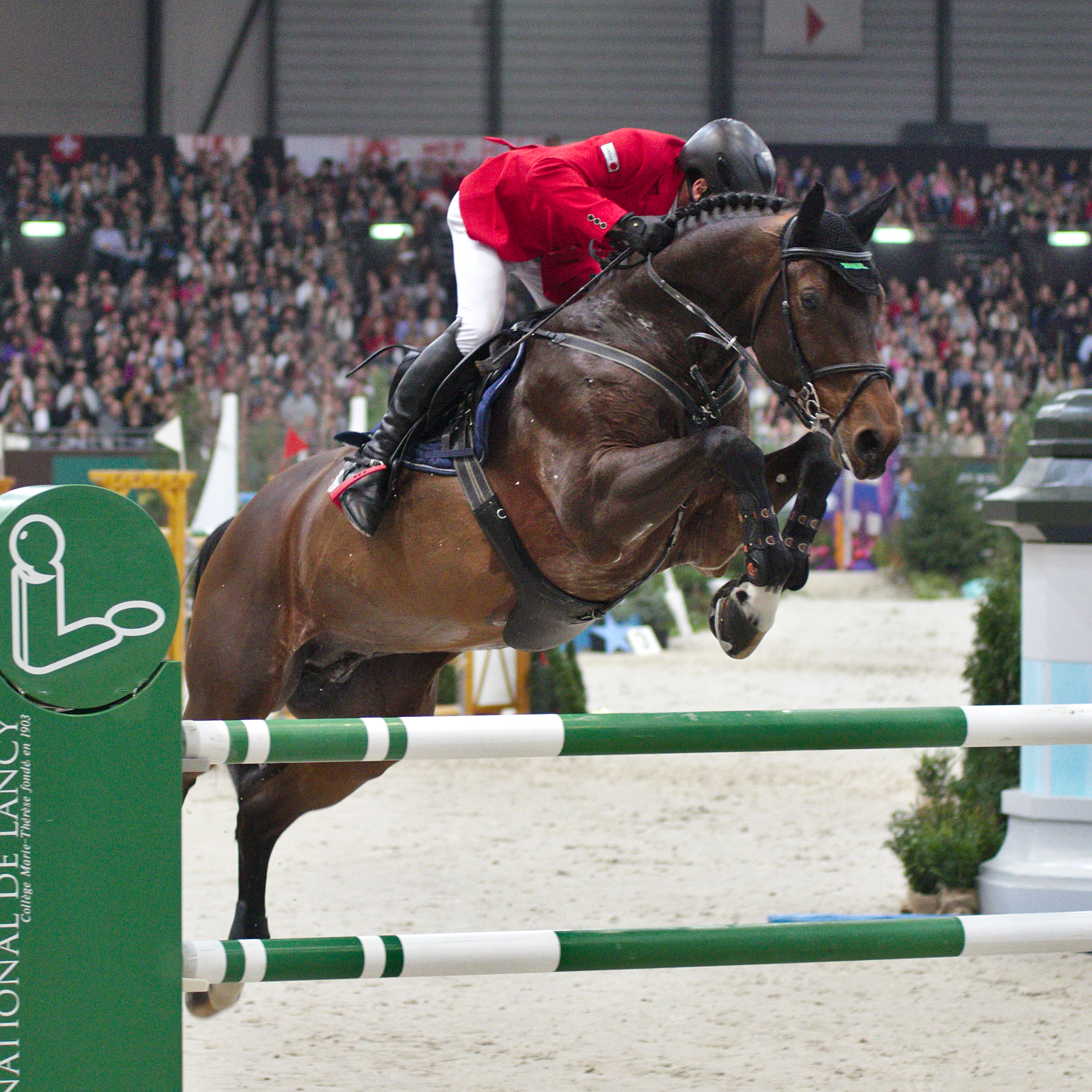
Holsteiner

Warmblüter sind Reit- und Wagenpferde. Sie stehen im Typ zwischen dem massigen Kaltblüter und dem schlanken Vollblüter. Diese Begriffe beziehen sich auf das Temperament und den Körperbau der Tiere, nicht auf die Körpertemperatur.
Leichte Warmblüter sind als Reitpferde geeignet. Schwere Warmblüter eignen sich zum Fahren, vor allem als Stangenpferde bei schwereren Wagen. Kaltblüter sind für den schweren Zug geeignet.

## Zuchtgeschichte
Der Grundstein für die Warmblutzucht wurde auf dem europäischen Festland im 18. und 19. Jahrhundert gelegt. Bis dahin wurden hier Pferde auf bäuerlicher Ebene für sämtliche Gebrauchszwecke gezüchtet. Sie wiesen deutlichere Kaltblut- und Ponymerkmale auf. Dann wurden zunehmend spanische und arabische Pferde eingekreuzt, um vor allem für militärische und repräsentative Zwecke schnellere und wendigere bzw. elegantere Reit- und Kutschpferde zu erhalten. Seit den 1950er Jahren erfolgte die Umzüchtung zum Sportpferd. Das Englische Vollblut wurde zur Veredelung eingesetzt, von dem man sich mehr Masse erhoffte, als vom Araber.

## Deutsche Reitpferde-Zucht
Die Warmblutzuchten für deutsche Reitpferde haben meist ein offenes Stutbuch, das bedeutet, dass Pferde, deren Eltern nicht eingetragen sind, in das Stutbuch aufgenommen werden können, wenn sie den Anforderungen des Zuchtziels der jeweiligen Rasse genügen. Ausnahme sind Trakehner, welche ein geschlossenes Stutbuch haben. Die Warmblutzuchtverbände sind weltweit unter dem Dach der World Breeding Federation for Sport Horses organisiert.

### Zuchtgebiete

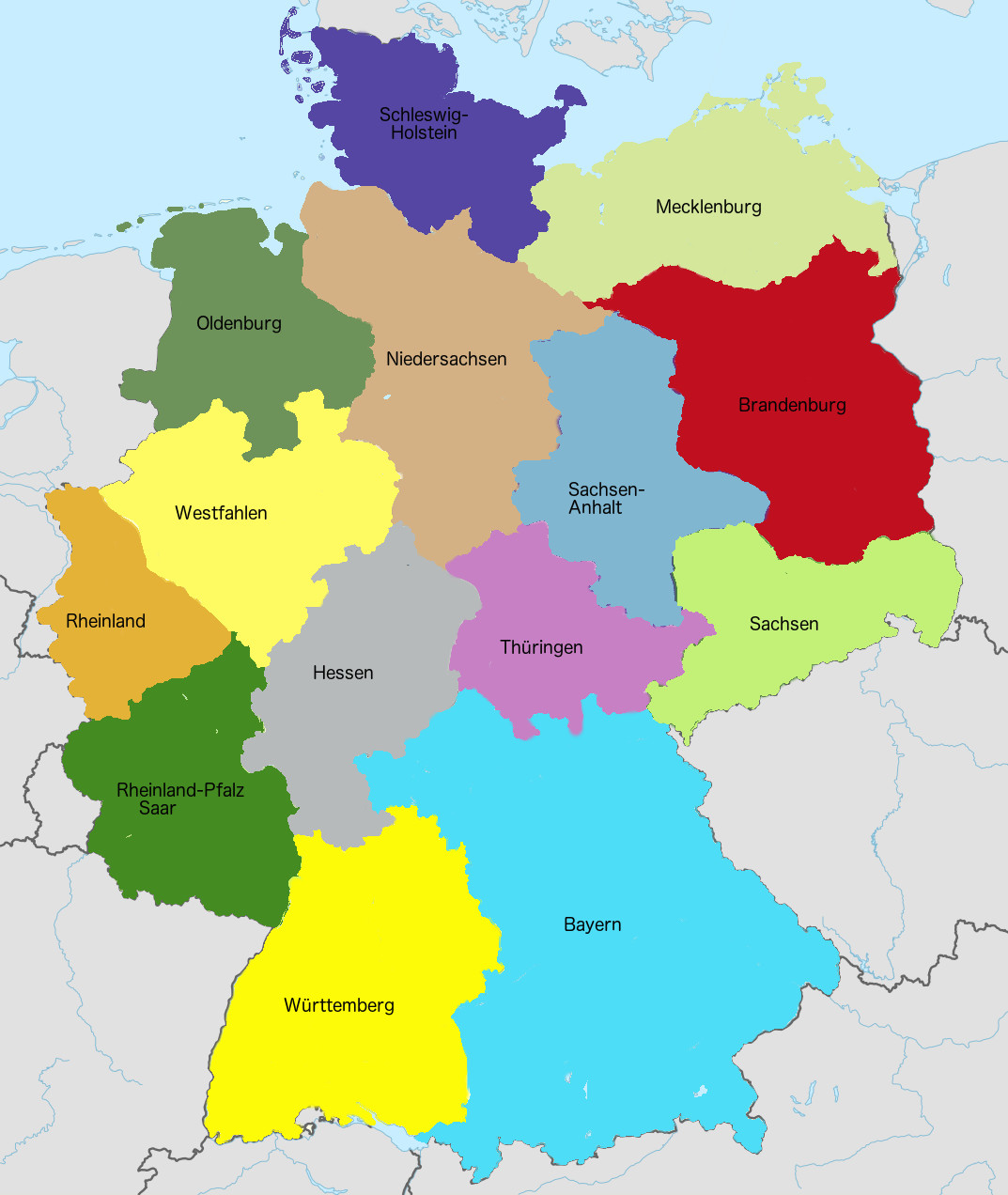
Ehemalige Zuchtgebiete für deutsche Warmblüter, Stand um 1996

Zu den deutschen Warmblut-Zuchtgebieten zählen:
- Trakehner
- Holsteiner
- Oldenburger
- Westfale
- Mecklenburger Warmblut

Im Hannoveraner aufgegangen sind folgende Zuchtgebiete:
- Hessisches Warmblut[7]
- Rheinisches Warmblut[8]

Im Deutschen Sportpferd aufgegangen sind folgende Zuchtgebiete:
- Württemberger Warmblut[9]
- Bayerisches Warmblut
- Zweibrücker Warmblut (Zuchtverband Rheinland-Pfalz-Saar)[10]
- Sächsisches Warmblut
- Thüringer Warmblut
- Brandenburger Warmblut
- Sachsen-Anhaltiner Warmblut

Auch das Senner Pferd ist eine deutsche Warmblutrasse.

### Sport

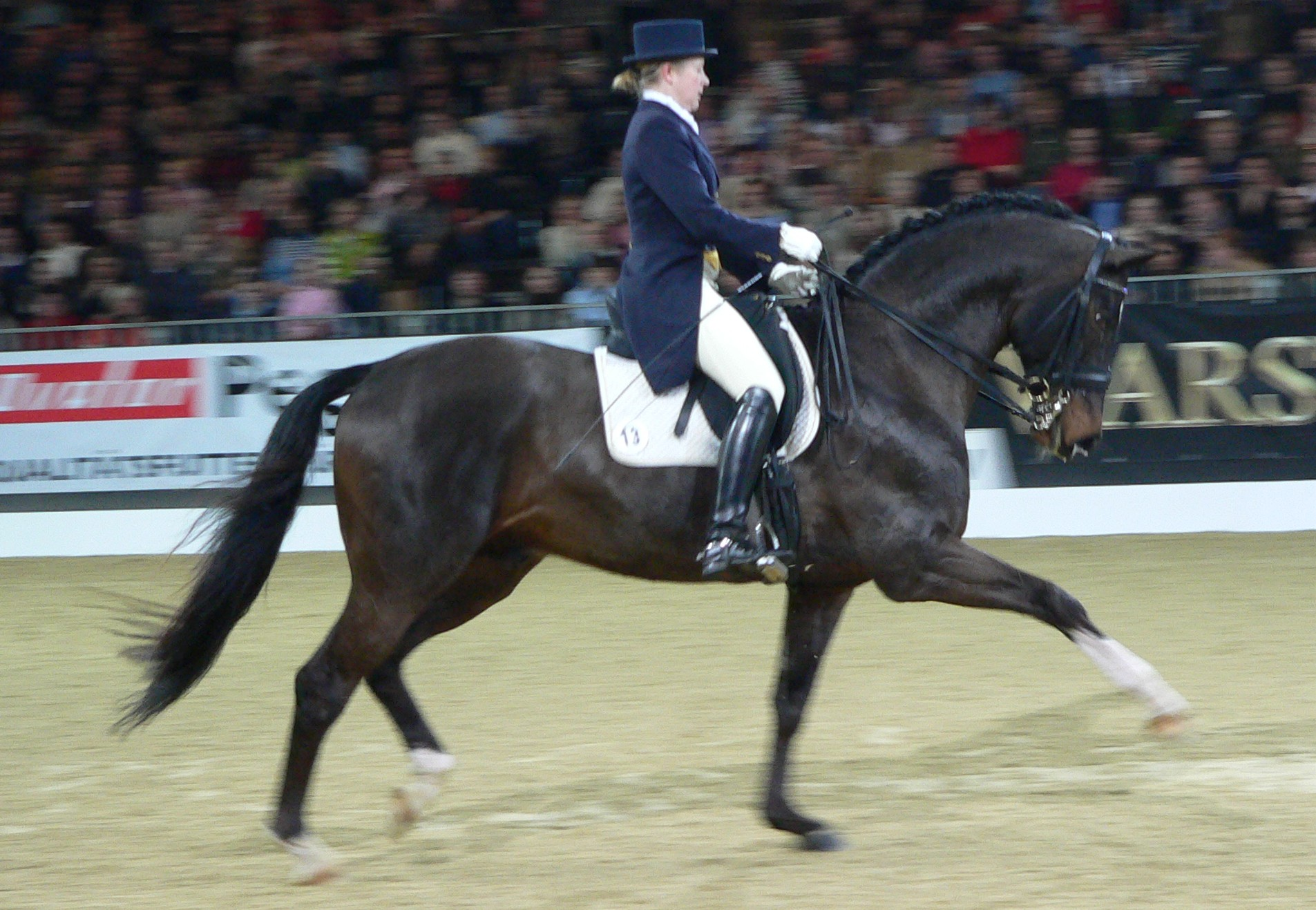
Trakehner

Deutsche Warmblüter dominieren wie keine andere Zucht das Sport- und Turniergeschehen weltweit. Bei den Olympischen Spielen in Tokio gewannen Pferde deutscher Herkunft 11 von 36 möglichen Medaillen, das entspricht fast einem Drittel aller Medaillen. Wobei nur sechs der deutschen Pferde auch von deutschen Reitern geritten wurden. Genannt waren etwas über 70 deutschstämmige Pferde.
Bei den Olympischen Spielen 1996 in Atlanta dominierte der vielseitige Hannoveraner. An fünfter Stelle folgte der Trakehner, der als edelste Warmblutrasse gilt.
| Land                  | Anzahl |
| --------------------- | ------ |
| Deutschland           | 88     |
| Niederlande           | 33     |
| Irland                | 27     |
| England               | 16     |
| Belgien               | 12     |
| Schweden              | 12     |
| Vollblut weltweit     | 46     |
| Anglo-Araber weltweit | 8      |
| unbekannt             | 3      |

| Zuchtgebiete von Pferden aus deutscher Zucht | Anzahl |
| -------------------------------------------- | ------ |
| Hannover                                     | 35     |
| Westfalen                                    | 17     |
| Holstein                                     | 13     |
| Oldenburg                                    | 11     |
| Trakehner                                    | 4      |
| Rheinland                                    | 3      |
| Württemberg                                  | 2      |
| Rheinland-Pfalz-Saar                         | 2      |
| Bayern                                       | 1      |
| Mecklenburg                                  | 1      |